# Arlington (Georgia)
Arlington è una città degli Stati Uniti d'America, situata in Georgia, divisa tra la Contea di Calhoun e la Contea di Early.